# José Casado del Alisal
José María Casado del Alisal (n. 24 martie 1832, Villada⁠(d), Castilia și León, Spania – d. 9 octombrie 1886, Madrid, Noua Castilie⁠(d), Spania) a fost un pictor spaniol de portrete și subiecte istorice.

## Biografie
S-a născut în Villada⁠(d) și și-a început educația artistică la nou-înființata „Escuela Municipal de Dibujo de Palencia”, de unde au provenit mulți artiști spanioli renumiți, și a continuat la Real Academia de Bellas Artes de San Fernando, unde a studiat sub îndrumarea lui Federico de Madrazo.  În 1855, pictura sa „Învierea lui Lazăr” i-a adus o bursă pentru a studia la Roma. A locuit și la Napoli, Milano și Veneția. Bursa i-a fost prelungită în 1861, astfel încât să-și poată continua studiile la Paris, unde a participat la expoziția din 1862 cu lucrarea „Jurământul Cortesului Cádizului”, care este expusă în prezent în Congresul Deputaților. De asemenea, a primit medalii la Expozițiile Naționale din 1860 și 1864.
În ianuarie 1881, a devenit primul director al nou înființatei „Academia de España en Roma”. În același an, una dintre cele mai cunoscute lucrări ale sale, "Clopotul din Huesca", nu a primit mai mult decât o mențiune onorabilă la Expoziție, ceea ce l-a determinat să demisioneze din funcția de director. În mod ironic, în anul următor, a fost numit membru al juriului care a judecat candidații care au aplicat pentru bursa de la Roma. În 1885, a devenit membru al Academiei din San Fernando. A murit anul următor la Madrid.
Picturile de istorie au fost obiectivul său principal, deși a realizat și portrete ale multor oameni de seamă, printre care Baldomero Espartero⁠(d), Isabela a II-a, Alfonso al XII-lea și Emilio Castelar y Ripoll⁠(d). L-a desenat pe prietenul său Gustavo Adolfo Bécquer întins pe patul de moarte, la o jumătate de oră de la moartea acestuia. Întâmplător, acest lucru s-a întâmplat în același timp cu o eclipsă totală de soare, iar efectele de lumină pe care le-a produs eclipsa sunt reprezentate în gravura finală.
Fratele său a fost omul de afaceri și consilier economic spaniolo-argentinian, Carlos Casado del Alisal⁠(d).

## Picturi selectate

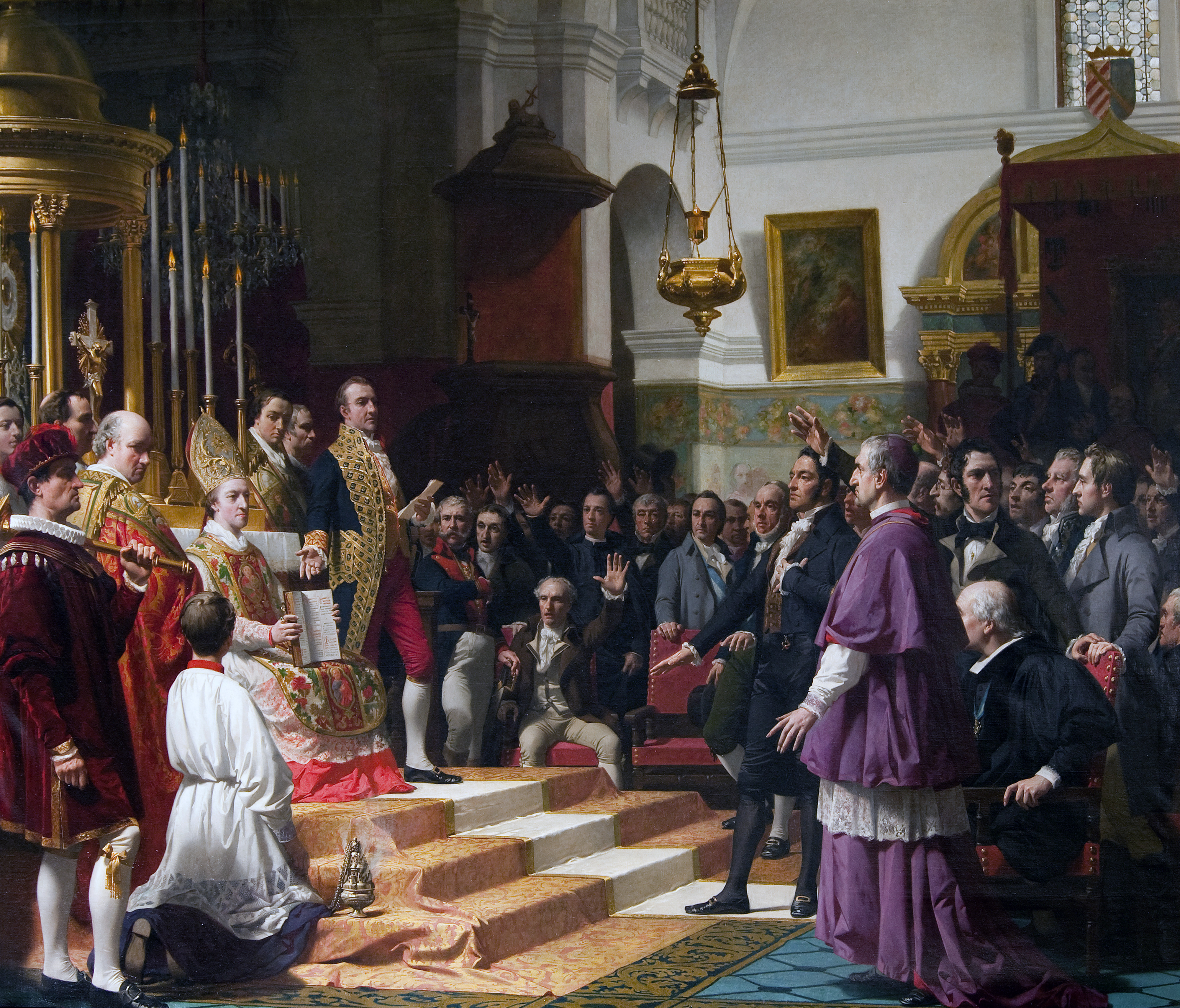
Jurământul Cortesului Cádizului (1862)
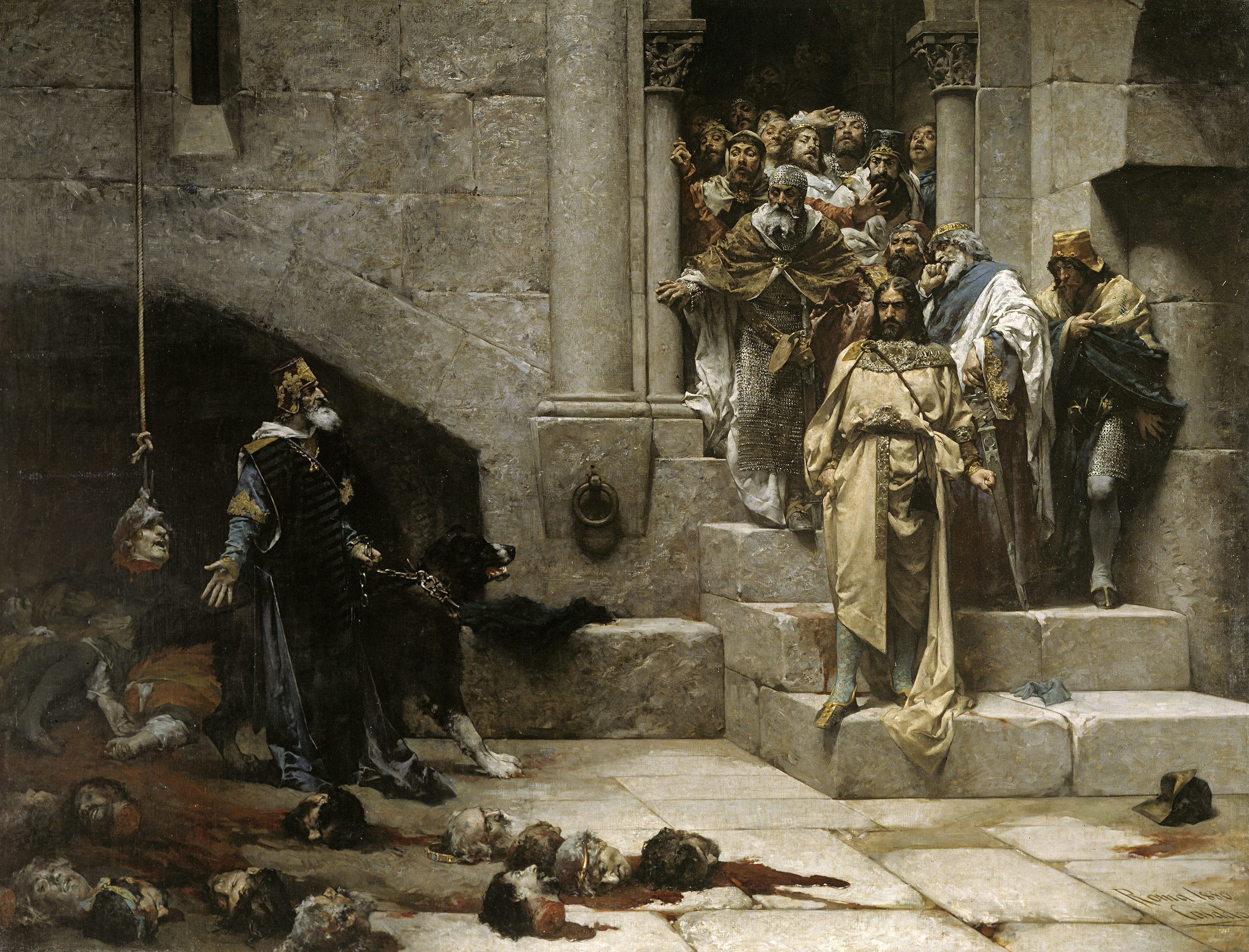
Clopotul de la Huesca⁠(d) (1880)
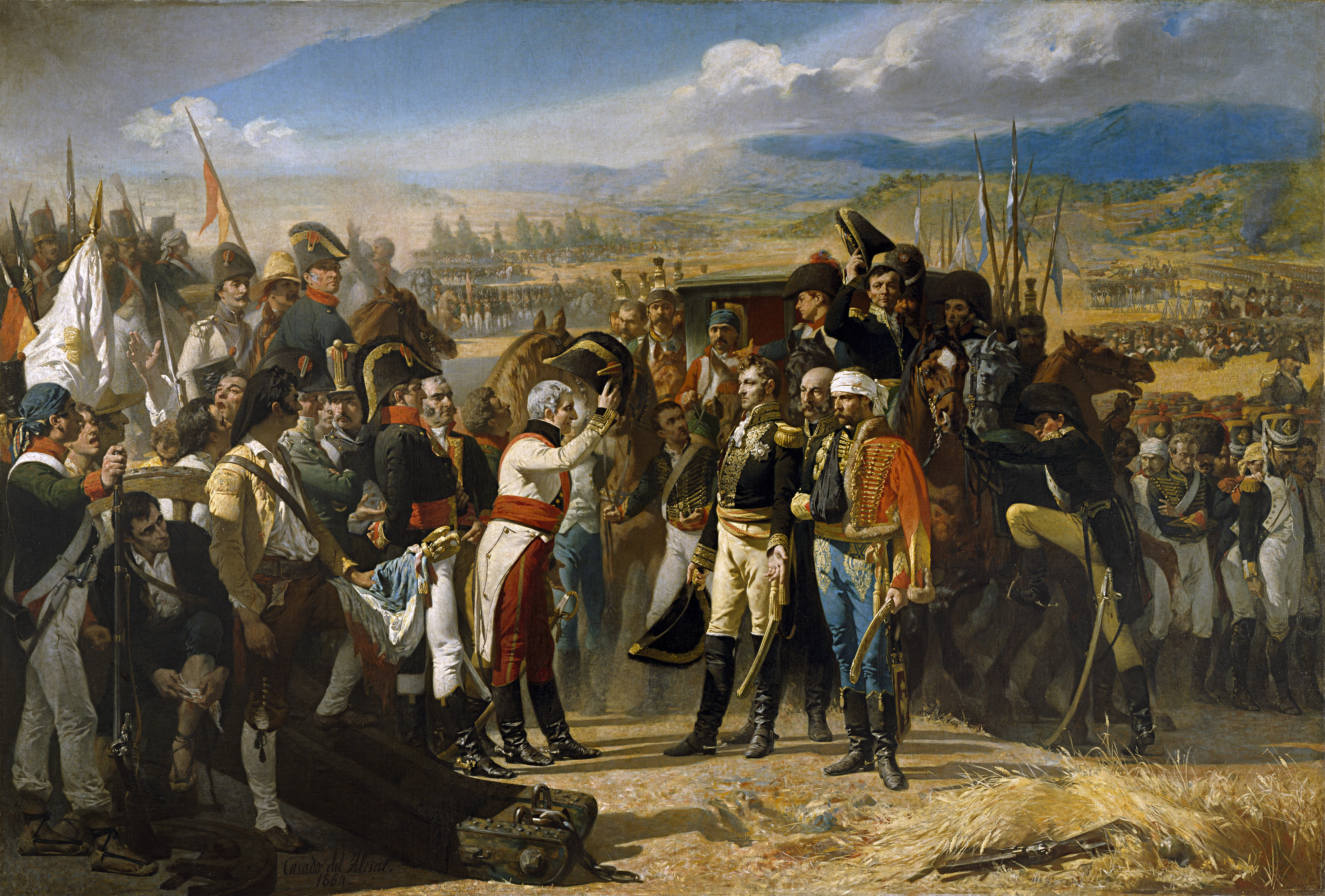
Predarea la Bailén (1864)